# Iodcarbazole
Die Iodcarbazole bilden eine Stoffgruppe, die sich sowohl von Carbazol als auch von Iodbenzol ableitet. Die Struktur besteht aus einem Carbazolkern mit angefügtem Iodatom als Substituenten. Durch die unterschiedliche Position des Iodatoms ergeben sich vier Konstitutionsisomere zuzüglich des N-Iodcarbazols, welches hier nicht besprochen wird.
| keine Einstufung verfügbar |

| keine Einstufung verfügbar |

| Gefahrensymbol |

| keine Einstufung verfügbar |

## Darstellung
Das 1-Iod- und das 3-Iod-Derivat entstehen bei der Reaktion von Carbazol mit Natriumperiodat und Iod in einer mit Schwefelsäure leicht sauer gestellten Ethanollösung oder in Essigsäure mit NIS.
Für das 2-Iod-Derivat ist bisher nur eine Synthese publiziert worden. Dabei werden 2-(Trimethylsilyl)phenyltrifluormethansulfonat und 1-Nitroso-3-iodbenzol im weitesten Sinne durch einen Additions-Eliminierungs-Mechanismus umgesetzt. Im ersten Schritt reagiert das Methansulfonat durch Caesiumfluorid katalysiert zum Arin, welches dann eine (2+2)-Cycloaddition mit der Nitroso-Verbindung eingeht. Die folgende Cycloreversion führt zum α-Iminoketon, das sich seinerseits unter Protonenverschiebung zum α-Hydroxyimin umlagert. Abschließend soll laut den Autoren ein nukleophiler Angriff am Sauerstoffatom für die Abspaltung eines formalen Hydroxoniumions sorgen und nach der Reprotonierung am Stickstoffatom somit zum Produkt führen. Die Frage, welches Nukleophil hierzu imstande wäre bleibt jedoch unbeantwortet. Wie die Autoren selbst anmerken käme hierfür eigentlich nur das Fluoridion in Frage, was aber in der Schlussfolge bedeuten würde, dass als Nebenprodukt Caesiumhypofluorit entstünde. Da die Salze der Hypofluorigen Säure bisher unbekannt sind, ist der von den Autoren vorgeschlagene Mechanismus zu bezweifeln.